# Charles S. Roberts Award
Il Charles S. Roberts Award (o CSR Awards) viene assegnato annualmente per eccellenza  nell'hobby del wargame storico. È stato battezzato in onore del "padre del wargaming", Charles S. Roberts fondatore della  Avalon Hill. Il premio viene anche chiamato informalmente "Charlie".
Fino al 2000, i premi venivano consegnati durante la Origins Game Fair, e fino al 1987 sono considerati anche essere Origins Award.  A partire dal 2000 i premi sono consegnati durante la World Boardgaming Championships (precedentemente "AvalonCon").
Il premio include anche una Hall of Fame, che riconosce gli autori ed editori di giochi che hanno fatto contribuito in maniera duratura e significativa all'hobby del wargame.

## Vincitori
I vincitori dei premi organizzati per categoria sono stati:

### Dal 1974 al 1975 - Best Professional Game
"Miglior gioco professionale"
| Anno | Gioco       | Autore        | Compagnia                    |
| ---- | ----------- | ------------- | ---------------------------- |
| 1974 | Third Reich | John Prados   | The Avalon Hill Game Company |
| 1975 | Kingmaker   | Andrew McNeil | PhilMar Ltd.                 |

### Dal 1974 al 1975, 1978 - Best Amateur Game
"Miglior gioco amatoriale"
| Anno | Gioco                     | Autore                    | Compagnia                   |
| ---- | ------------------------- | ------------------------- | --------------------------- |
| 1974 | Manassas                  | Tom Eller                 | Historical Simulations Ltd. |
| 1975 | La Bataille de la Moskowa | Dennis Spors              | Martial Enterprises         |
| 1978 | Source of the Nile        | David Wesely & Ross Maker | Discovery Games             |

### Dal 1976 al 1977 - Best Tactical Game
"Miglior gioco tattico"
| Anno | Gioco                | Autore       | Compagnia                    |
| ---- | -------------------- | ------------ | ---------------------------- |
| 1976 | Terrible Swift Sword | Richard Berg | Simulations Publications     |
| 1977 | Squad Leader         | John Hill    | The Avalon Hill Game Company |

### Dal 1976 al 1977 - Best Strategic Game
"Miglior gioco strategico"
| Anno | Gioco                  | Autore          | Compagnia                    |
| ---- | ---------------------- | --------------- | ---------------------------- |
| 1976 | The Russian Campaign   | John Edwards    | The Avalon Hill Game Company |
| 1977 | Victory in the Pacific | Richard Hamblen | The Avalon Hill Game Company |

### Dal 1978 al 1986 - Best Pre-20th century Game
"Miglior gioco ambientato prima del XX secolo"
| Anno | Gioco                      | Autore                    | Compagnia                    |
| ---- | -------------------------- | ------------------------- | ---------------------------- |
| 1978 | Source of the Nile         | David Wesely & Ross Maker | Discovery Games              |
| 1979 | Napoleon at Leipzig        | Kevin Zucker              | Operational Studies Group    |
| 1980 | Empires of the Middle Ages | Jim Dunnigan              | Simulations Publications     |
| 1981 | A House Divided            | Frank Chadwick            | Game Designers' Workshop     |
| 1982 | Civilization               | Francis Tresham           | The Avalon Hill Game Company |
| 1983 | The Civil War              | Eric Lee Smith            | Victory Games                |
| 1984 | South Mountain             | Richard Berg              | West End Games               |
| 1985 | Pax Britannica             | Greg Costikyan            | Victory Games                |
| 1986 | Chickamauga                | Jon Southard              | West End Games               |

### Dal 1978 al 1986 - Best 20th century Game
"Miglior gioco ambientato nel XX secolo"
| Anno | Gioco                                      | Autore          | Compagnia                    |
| ---- | ------------------------------------------ | --------------- | ---------------------------- |
| 1978 | To the Green Fields Beyond                 | David Isby      | Simulations Publications     |
| 1979 | City Fight                                 | Joe Balkoski    | Simulations Publications     |
| 1980 | Cresendo of Doom (modulo per Squad Leader) | Don Greenwood   | The Avalon Hill Game Company |
| 1981 | Wings                                      | Craig Taylor    | Yaquinto Publications        |
| 1982 | Storm Over Arnhem                          | Courtenay Allen | The Avalon Hill Game Company |
| 1983 | Ambush!                                    | Eric Lee Smith  | Victory Games                |
| 1984 | Vietnam 1965 - 1975                        | Nick Karp       | Victory Games                |
| 1985 | World in Flames                            | Harry Rowland   | Australian Design Group      |
| 1986 | Fortress America                           | Mike Gray       | Milton Bradley Company       |

### Dal 1987 al 2008 – Best Pre–World War Two Game
"Miglior gioco ambientato prima della seconda guerra mondiale"
| Anno | Gioco                          | Autore                     | Compagnia                    |
| ---- | ------------------------------ | -------------------------- | ---------------------------- |
| 1987 | Shot & Shell                   | Roger Nord                 | World Wide Wargames          |
| 1988 | Lee vs. Grant                  | Joe Balkoski               | Victory Games                |
| 1989 | A House Divided (2nd ed.)      | Frank Chadwick             | Game Designers' Workshop     |
| 1990 | Kadesh                         | Gary Dickens               | XTR Corporation              |
| 1991 | Alexandros                     | Mike Markowitz             | XTR Corporation              |
| 1992 | SPQR                           | Richard Berg & Mark Herman | GMT Games                    |
| 1993 | When Eagles Fight              | Ted Racier                 | XTR Corporation              |
| 1994 | Battles of Waterloo            | Richard Berg               | GMT Games                    |
| 1995 | Great War in Europe            | Ted Racier                 | XTR Corporation              |
| 1996 | Fields of Glory                | Richard Berg               | Moments in History           |
| 1997 | All Quiet on the Western Front | Ted Racier                 | Moments in History           |
| 1998 | For the People                 | Mark Herman                | The Avalon Hill Game Company |
| 1999 | Paths of Glory                 | Ted Racier                 | GMT Games                    |
| 2000 | Drive on Paris                 | Al Wambold                 | The Gamers Incorporated      |
| 2001 | Wilderness War                 | Volko Runkhe               | GMT Games                    |
| 2002 | Napoleonic Wars                | Mark McLaughlin            | GMT Games                    |
| 2003 | Age of Napoleon                | Reynaud Verlaque           | Phalanx Games                |
| 2004 | Sword of Rome                  | Wray Ferrell               | GMT Games                    |
| 2005 | Bonaparte at Marengo           | Bowen Simmons              | Simmons Games                |
| 2006 | Here I Stand                   | Ed Beach                   | GMT Games                    |
| 2007 | 1914: Twilight in the East     | Michael Resch              | GMT Games                    |
| 2008 | Warriors of God                | Makoto Nakajima            | Multi-Man Publishing         |

### Dal 2009 al 2010 - Best Ancient to Napoleonic Era Board Wargame
"Miglior wargame del periodo da antico a napoleonico"
| Anno | Gioco                                            | Autore           | Compagnia            |
| ---- | ------------------------------------------------ | ---------------- | -------------------- |
| 2009 | A Most Dangerous Time: Japan in Chaos, 1570–1584 | Tetsuya Nakamura | Multi-Man Publishing |
| 2010 | Washington's War                                 | Mark Herman      | GMT Games            |

### Dal 2009 al 2010 – Best Post-Napoleonic to Pre–World War II Era Board Wargame
"Miglior wargame dal periodo post-napoleonico a prima della seconda guerra mondiale"
| Anno | Gioco                           | Autore                 | Compagnia            |
| ---- | ------------------------------- | ---------------------- | -------------------- |
| 2009 | Battle Above the Clouds         | Ed Beach & Mike Belles | Multi-Man Publishing |
| 2010 | The Spanish Civil War 1936-1939 | Javier Romero          | GMT Games            |

### Dal 1987 al 2010 - Best World War Two Game
"Miglior gioco sulla seconda guerra mondiale"
| Anno               | Gioco                                | Autore                   | Compagnia                    |
| ------------------ | ------------------------------------ | ------------------------ | ---------------------------- |
| 1987               | Raid on St. Nazaire                  | Rob Markham              | The Avalon Hill Game Company |
| 1988               | Tokyo Express                        | Jon Southard             | Victory Games                |
| 1989               | Hitler's Last Gamble                 | Danny Parker             | World Wide Wargames          |
| 1990               | Operation Shoestring                 | Gene Billingsley         | GMT Games                    |
| 1991               | East Front                           | Craig Besinque           | Columbia Games               |
| 1992               | Stalingrad Pocket                    | Masahiro Yamazaki        | The Gamers Incorporated      |
| 1993               | Afrika                               | Dean Essig               | The Gamers Incorporated      |
| 1994               | Enemy at the Gates                   | Dean Essig               | The Gamers Incorporated      |
| 1995               | Tunisia                              | Dean Essig               | The Gamers Incorporated      |
| 1996               | Wave of Terror                       | John Desch               | XTR Corporation              |
| 1997               | DAK                                  | Dean Essig               | The Gamers Incorporated      |
| 1998               | Invasion: Sicily                     | Vance von Borries        | The Gamers Incorporated      |
| 1999               | Burma                                | Dave Friedrichs          | The Gamers Incorporated      |
| 2000 (pari merito) | Sicily                               | Dean Essig               | The Gamers Incorporated      |
| 2000 (pari merito) | Ukraine '43                          | Mark Simonitch           | GMT Games                    |
| 2001               | Barbarossa - Army Group North        | Vance von Borries        | GMT Games                    |
| 2002               | Barbarossa to Berlin                 | Ted Racier               | GMT Games                    |
| 2003               | Europe Engulfed                      | Rick Young & Jesse Evans | GMT Games                    |
| 2004               | Advanced Squad Leader Starter Kit #1 | Ken Dunn                 | Multi-Man Publishing         |
| 2005               | Empire of the Sun                    | Mark Herman              | GMT Games                    |
| 2006               | A Victory Lost                       | Tetsuya Nakamura         | Multi-Man Publishing         |
| 2007               | Case Blue                            | Dean Essig               | Multi-Man Publishing         |
| 2008               | Conflict of Heroes                   | Uwe Eckert               | Academy Games                |
| 2009               | D-Day at Omaha Beach                 | John Butterfield         | Decision Games               |
| 2010               | Normandy '44                         | Mark Simonitch           | GMT Games                    |

### Dal 1987 al 2010 – Best Post–World War Two or Modern Game
"Miglior gioco ambientato dopo la seconda guerra mondiale o nell'era moderna"
| Anno               | Gioco                                        | Autore                        | Compagnia                    |
| ------------------ | -------------------------------------------- | ----------------------------- | ---------------------------- |
| 1987 (pari merito) | Central America                              | James McQuaid                 | Victory Games                |
| 1987 (pari merito) | 7th Fleet                                    | Joe Balkoski                  | Victory Games                |
| 1988               | Tac Air                                      | Gary Morgan                   | The Avalon Hill Game Company |
| 1989               | Modern Naval Battles                         | Dan Verssen                   | World Wide Wargames          |
| 1990               | Silver Bayonet                               | Gene Billingsley              | GMT Games                    |
| 1991 (pari merito) | Inchon                                       | Jim Werbaneth                 | XTR Corporation              |
| 1991 (pari merito) | Hornet Leader                                | Dan Verssen                   | GMT Games                    |
| 1992               | Tet '68                                      | Joe Miranda                   | XTR Corporation              |
| 1993               | Crisis: Korea 1995                           | Gene Billingsley              | GMT Games                    |
| 1994               | non assegnato                                | -                             | -                            |
| 1995               | Yom Kippur                                   | Al Sandrick                   | The Gamers Incorporated      |
| 1996               | non assegnato                                | -                             | -                            |
| 1997               | Semper Fi                                    | Lee Forester                  | The Gamers Incorporated      |
| 1998–2000          | non assegnato                                | -                             | -                            |
| 2001               | When Dragons Fight                           | Ty Bomba                      | XTR Corporation              |
| 2002 (pari merito) | Khe Sahn 1968                                | John Prados                   | Against the Odds Magazine    |
| 2002 (pari merito) | First Indochina War                          | Joe Miranda                   | Decision Games               |
| 2003               | Lock 'n Load                                 | Mark Walker                   | Shrapnel Games               |
| 2004               | Downtown                                     | Lee Brimmicombe-Wood          | GMT Games LLC                |
| 2005               | Twilight Struggle                            | Ananda Gupta & Jason Matthews | GMT Games                    |
| 2006               | Winged Horse: Campaigns in Vietnam, 1965-66  | Joe Miranda                   | Decision Games               |
| 2007               | World at War: Eisenbach Gap                  | Mark H. Walker                | Lock 'n Load Publishing      |
| 2008               | Red Dragon Rising: The Coming War with China | Bruce Costello                | Decision Games               |
| 2009               | Elusive Victory                              | Terry Simo                    | GMT Games                    |
| 2010               | Labyrinth: The War on Terror                 | Volko Ruhnke                  | GMT Games                    |

### Dal 1999 al 2009 - Best DTP Game (orPrint and Play, from 2009)
"Miglior gioco 'Stampa e Gioca'"
| Anno               | Gioco                              | Autore           | Compagnia                         |
| ------------------ | ---------------------------------- | ---------------- | --------------------------------- |
| 1999 (pari merito) | Bloody Beach: Omaha                | Bill Ramsey      | Bill Ramsey                       |
| 1999 (pari merito) | Chantilly                          | Hampton Newsome  | Ivy Street Games                  |
| 2000               | Solomon Sea                        | Markus Stumptner | Simulations Workshop Incorporated |
| 2001               | Longbow                            | Richard Berg     | BSO Games                         |
| 2002 (pari merito) | A Mere Matter of Marching          | Bruce MacFarlane | Microgame Design Group            |
| 2002 (pari merito) | Togoland 1914                      | Dennis Bishop    | Khyber Pass Games                 |
| 2003               | Thunder on South Mountain          | Scot Holmgren    | Blue Guidon Games                 |
| 2004               | Louisiana Tigers                   | Richard Berg     | BSO Games                         |
| 2005               | Death in the Trenches              | Ben Madison      | Schutze Games                     |
| 2006               | Battle of the Little Bighorn       | Micheal Taylor   | Khyber Pass Games                 |
| 2007               | Rosebud: Prelude to Little Bighorn | Micheal Taylor   | Khyber Pass Games                 |
| 2008               | June '44                           | ?                | DHH Games                         |
| 2009               | Zulus on the Ramparts!             | Joe Miranda      | Victory Point Games               |

### Dal 1999 al 2010 - Best Magazine Game
"Miglior gioco pubblicato su rivista"
| Anno | Gioco                              | Autore           | Compagnia                           |
| ---- | ---------------------------------- | ---------------- | ----------------------------------- |
| 1999 | Borodino & Friedland               | Kevin Zucker     | Decision Games (Strategy & Tactics) |
| 2000 | Xenophon                           | Joe Miranda      | Decision Games (Strategy & Tactics) |
| 2001 | War of 1812                        | Tom Dalgliesh    | Decision Games (Strategy & Tactics) |
| 2002 | First Indochina War                | Joe Miranda      | Decision Games (Strategy & Tactics) |
| 2003 | Ignorant Armies                    | Phil Sharp       | Decision Games (Strategy & Tactics) |
| 2004 | Fortress Berlin                    | John Prados      | Rivista Against the Odds            |
| 2005 | Chennault's First Fight            | Paul Rohrbaugh   | Rivista Against the Odds            |
| 2006 | Kulikovo 1380: the Golden Horde    | Richard Berg     | Rivista Against the Odds            |
| 2007 | Not War But Murder                 | ?                | Rivista Against the Odds            |
| 2008 | Iwo Jima: Rage Against the Marines | Takaharu Horie   | Rivista Operations                  |
| 2009 | Deathride: Mars-la-Tour 1870       | Charles Vasey    | Rivista Operations                  |
| 2010 | A Week in Hell                     | Laurent Guenette | Rivista Battles                     |

### Dal 2009 al 2010 - Best Expansion or Supplement for an Existing Game
"Miglior espansione o supplemento per un gioco esistente"
| Anno | Gioco                                          | Autore      | Compagnia            |
| ---- | ---------------------------------------------- | ----------- | -------------------- |
| 2009 | Panzerblitz Hill of Death mini-module Carentan | Darren Emge | Multi-Man Publishing |
| 2010 | Combat Commander: Battle Pack #3 - Normandy    | John Foley  | GMT Games            |

### Dal 1974 al 2010 - Best Professional Wargaming Magazine
"Miglior rivista professionale di wargaming"
| Anno               | Rivista                  | Editore                                    |
| ------------------ | ------------------------ | ------------------------------------------ |
| 1974               | Strategy & Tactics       | Simulations Publications                   |
| 1975               | Strategy & Tactics       | Simulations Publications                   |
| 1976               | Strategy & Tactics       | Simulations Publications                   |
| 1977               | Strategy & Tactics       | Simulations Publications                   |
| 1978               | Fire & Movement          | Rodger MacGowan & Baron Publishing         |
| 1979               | Fire & Movement          | Rodger MacGowan & Baron Publishing         |
| 1980               | Fire & Movement          | Rodger MacGowan & Baron Publishing         |
| 1981               | Fire & Movement          | Rodger MacGowan & Baron Publishing         |
| 1982               | Fire & Movement          | Friedrich Helfferich & Steve Jackson Games |
| 1983               | Fire & Movement          | Friedrich Helfferich & Steve Jackson Games |
| 1984               | The Wargamer             | World Wide Wargames                        |
| 1985               | The Wargamer             | World Wide Wargames                        |
| 1986               | The Wargamer             | World Wide Wargames                        |
| 1987               | Strategy & Tactics       | World Wide Wargames                        |
| 1988               | Strategy & Tactics       | World Wide Wargames                        |
| 1989               | Strategy & Tactics       | World Wide Wargames                        |
| 1990               | Command                  | XTR Corporation                            |
| 1991               | Command                  | XTR Corporation                            |
| 1992               | Command                  | XTR Corporation                            |
| 1993               | Command                  | XTR Corporation                            |
| 1994               | Command                  | XTR Corporation                            |
| 1995               | Command                  | XTR Corporation                            |
| 1996               | Command                  | XTR Corporation                            |
| 1997               | Command                  | XTR Corporation                            |
| 1998               | Strategy & Tactics       | Decision Games                             |
| 1999               | Strategy & Tactics       | Decision Games                             |
| 2000               | Strategy & Tactics       | Decision Games                             |
| 2001               | Strategy & Tactics       | Decision Games                             |
| 2002               | Strategy & Tactics       | Decision Games                             |
| 2003               | Against the Odds         | Rivista Against the Odds                   |
| 2004 (pari merito) | Against the Odds         | Rivista Against the Odds                   |
| 2004 (pari merito) | Strategy & Tactics       | Decision Games                             |
| 2005               | Rivista Against the Odds |                                            |
| 2006               | Against the Odds         | Rivista Against the Odds                   |
| 2007               | Against the Odds         | Rivista Against the Odds                   |
| 2008               | C3i                      | RBM Publishing                             |
| 2009               | Battles                  | Olivier Revenu                             |
| 2010               | Battles                  | Olivier Revenu                             |

### Dal 1974 al 2010 - Best Amateur Wargaming Magazine
"Miglior rivista amatoriale di wargaming"
| Anno | Rivista                                       | Editore                   |
| ---- | --------------------------------------------- | ------------------------- |
| 1974 | Albion                                        | Don Turnbull              |
| 1975 | Jagdpanther                                   | Jagdpanther Publications  |
| 1976 | Battlefield/Jagdpanther                       | Jagdpanther Publications  |
| 1977 | The Space Gamer                               | Metagaming Concept        |
| 1978 | Perfidious Albion                             | Charles Vasey             |
| 1979 | Perfidious Albion                             | Charles Vasey             |
| 1980 | HMS Review*                                   | Herb Barenta              |
| 1981 | Journal of World War Two Wargaming            | Nick Schuessler           |
| 1982 | Journal of 20th Century Wargaming             | Nick Schuessler           |
| 1983 | Journal of 20th Century Wargaming             | Nick Schuessler           |
| 1984 | Alarums & Excursions                          | Lee Gold                  |
| 1985 | The V.I.P of Gaming                           | Alan Emrich               |
| 1986 | The Midwest Wargamers' Association Newsletter | Hal Thinglum              |
| 1987 | Volunteers - Civil War Gaming Newsletter      | Bill Koff                 |
| 1988 | Volunteers - Civil War Gaming Newsletter      | Bill Koff                 |
| 1989 | Canadian Wargaming Journal                    | Canadian Wargaming Group  |
| 1990 | Canadian Wargaming Journal                    | Canadian Wargaming Group  |
| 1991 | Canadian Wargaming Journal                    | Canadian Wargaming Group  |
| 1992 | Canadian Wargaming Journal                    | Canadian Wargaming Group  |
| 1993 | Paper Wars                                    | Hexessential Publications |
| 1994 | Paper Wars                                    | Hexessential Publications |
| 1995 | Berg's Review of Games (BROG)                 | Richard Berg              |
| 1996 | Berg's Review of Games (BROG)                 | Richard Berg              |
| 1997 | Berg's Review of Games (BROG)                 | Richard Berg              |
| 1998 | Berg's Review of Games (BROG)                 | Richard Berg              |
| 1999 | The Boardgamer                                | Bruce Monnin              |
| 2000 | The Boardgamer                                | Bruce Monnin              |
| 2001 | The Boardgamer                                | Bruce Monnin              |
| 2002 | The Boardgamer                                | Bruce Monnin              |
| 2003 | Panzerschreck                                 | Minden Games              |
| 2004 | Panzerschreck                                 | Minden Games              |
| 2005 | Panzerschreck                                 | Minden Games              |
| 2006 | Line of Departure                             | Jim Werbaneth             |
| 2007 | Line of Departure                             | Jim Werbaneth             |
| 2008 | Line of Departure                             | Jim Werbaneth             |
| 2009 | Panzer Digest                                 | Minden Games              |
| 2010 | Line of Departure                             | Jim Werbaneth             |

- - precedentemente Swabbers

### Dal 1976 al 2010 - Best Wargame Graphics
"Miglior grafica per un wargame"
| Anno               | Gioco                               | Artista                                            | Editore                      |
| ------------------ | ----------------------------------- | -------------------------------------------------- | ---------------------------- |
| 1976               | Avalanche - The Salerno Landings    | Rich Banner                                        | Game Designers' Workshop     |
| 1977               | non assegnato                       | -                                                  | -                            |
| 1978               | Cross of Iron (Squad Leader module) | Scott Moores                                       | The Avalon Hill Game Company |
| 1979 to 1983       | non assegnato                       | -                                                  | -                            |
| 1984               | Vietnam 1965 - 1975                 | Ted Koller                                         | Victory Games                |
| 1985               | Pax Britannica                      | Ted Koller (Jim Talbot - map)                      | Victory Games                |
| 1986               | Korean War                          | Ted Koller                                         | Victory Games                |
| 1987               | Raid on St. Nazaire                 | Charles Kibler                                     | The Avalon Hill Game Company |
| 1988 (pari merito) | Lee vs. Grant                       | Ted Koller                                         | Victory Games                |
| 1988 (pari merito) | The Campaigns of Robert E. Lee      | Rick Barber (mappa)                                | Clash of Arms Games          |
| 1989               | Hitler's Last Gamble                | Dean Essig                                         | World Wide Wargames          |
| 1990               | Kadesh                              | Larry Hoffman (counter) & (Mark Simonitch - mappa) | XTR Corporation              |
| 1991               | Hornet Leader                       | Rodger MacGowan                                    | GMT Games                    |
| 1992               | SPQR                                | Rodger MacGowan (Mark Simonitch - mappa)           | GMT Games                    |
| 1993               | Lion of the North                   | Rodger MacGowan (Mark Simonitch - mappa)           | GMT Games                    |
| 1994               | Battles of Waterloo                 | Rodger MacGowan (Mark Simonitch - mappa)           | GMT Games                    |
| 1995               | Yom Kippur                          | Dean Essig                                         | The Gamers Incorporated      |
| 1996               | GD '41                              | Dean Essig                                         | The Gamers Incorporated      |
| 1997               | DAK                                 | Dean Essig                                         | The Gamers Incorporated      |
| 1998               | Saratoga 1777                       | Rodger MacGowan (Joe Youst - mappa)                | GMT Games                    |
| 1999               | River of Death                      | Rodger MacGowan (Joe Youst - mappa)                | GMT Games                    |
| 2000               | Brandywine Creek                    | Rodger MacGowan (Joe Youst - mappa)                | GMT Games                    |
| 2001               | Wilderness War                      | Rodger MacGowan (Mark Simonitch - mappa)           | GMT Games                    |
| 2002               | Streets of Stalingrad (3rd ed.)     | Joe Youst (mappa)                                  | L2 Design Group              |
| 2003               | Ardennes '44                        | Rodger MacGowan (Mark Simonitch - mappa)           | GMT Games                    |
| 2004               | Downtown                            | Rodger MacGowan (Lee Brimmicombe-Wood - mappa)     | GMT Games                    |
| 2005 (pari merito) | Empire of the Sun                   | Rodger MacGowan (Mark Simonitch - mappa)           | GMT Games                    |
| 2005 (pari merito) | Fire in the Sky                     | Nicolas Eskubi                                     | Multi-Man Publishing         |
| 2006               | A Victory Lost                      | Nicolas Eskubi                                     | Multi-Man Publishing         |
| 2007 (pari merito) | 1914: Twilight in the East          | Markus Brown, Michael Resch, Mark Simonitch        | GMT Games                    |
| 2007 (pari merito) | Overlord                            | Mark Hinkle                                        | New England Simulations      |
| 2008               | Conflict of Heroes                  | Steve Paschal                                      | Academy Games                |
| 2009               | Battle Above the Clouds             | Charles Kibler & Nicolas Eskubi                    | Multi-Man Publishing         |
| 2010               | Normandy '44                        | Mark Simonitch                                     | GMT Games                    |

### Dal 1979 al 1981 - Best Initial Release Wargame
"Miglior edizione iniziale di un wargame"
| Anno | Ricevente             | Gioco         | Compagnia             |
| ---- | --------------------- | ------------- | --------------------- |
| 1979 | Ironclads             | John Fuseler  | Yaquinto Publications |
| 1980 | Streets of Stalingrad | Dana Lombardy | Phoenix Games         |
| 1981 | Ironbottom Sound      | Jack Greene   | Quarterdeck Games     |

### Dal 1977 al 1986 & 2010 - Best Fantasy or Science Fiction Wargame
"Miglior wargame fantasy o di fantascienza"
| Anno                | Ricevente                            | Gioco                                               | Compagnia                |
| ------------------- | ------------------------------------ | --------------------------------------------------- | ------------------------ |
| 1977                | War of the Rings                     | Richard Berg                                        | Simulations Publications |
| 1978                | Mayday                               | Marc Miller                                         | Game Designers' Workshop |
| 1979                | The Creature That Ate Sheboygan      | Greg Costikyan                                      | Simulations Publications |
| 1980                | Azhanti High Lightning               | Frank Chadwick                                      | Game Designers' Workshop |
| 1981 : fantascienza | Car Wars                             | Chad Irby & Steve Jackson                           | Steve Jackson Games      |
| 1981 : fantasy      | Barbarian Prince                     | Arnold Hendrick                                     | Dwarfstar Games          |
| 1982 : fantascienza | Illuminati                           | Steve Jackson                                       | Steve Jackson Games      |
| 1982 : fantasy      | Sherlock Holmes Consulting Detective | Gary Grady, Raymond Edwards & Suzanne Goldberg      | Sleuth Publications      |
| 1983 : fantascienza | Nuclear Escalation                   | Douglas Malewicki                                   | Flying Buffalo           |
| 1983 : fantasy      | Lost Worlds                          | Alfred Leonardi                                     | Nova Game Designs        |
| 1984 : fantascienza | Web & Starship                       | Greg Costikyan                                      | West End Games           |
| 1984 : fantasy      | Lonely Mountain                      | Coleman Charlton                                    | Iron Crown Enterprises   |
| 1985                | Wabbit Wampage                       | Mark Acres                                          | Pacesetter Games         |
| 1986                | Kings & Things                       | Tom Wham & Robert J. Kuntz                          | West End Games           |
| 2010                | War of the Ring Collector's Edition  | Roberto Di Meglio, Marco Maggi, Francesco Nepitello | Fantasy Flight Games     |

### Dal 1989 al 2010 - James F. Dunnigan Award for Playability and Design
"Premio James F. Dunningan per giocabilità e design": assegnato a un autore di giochi, sviluppatore, artista grafico o gioco per meriti eccezionali in quell'anno
| Anno               | Ricevente                     | Gioco                        | Compagnia                    |
| ------------------ | ----------------------------- | ---------------------------- | ---------------------------- |
| 1989               | Dan Verssen & Rodger MacGowan | Modern Naval Battles**       | World Wide Wargames          |
| 1990               | Don Greenwood                 | Republic of Rome             | The Avalon Hill Game Company |
| 1991 (pari merito) | Mark Simonitch                | The Legend Begins            | Rhino Games                  |
| 1991 (pari merito) | Craig Besinque                | East Front**                 | Columbia Games               |
| 1992               | Ben Knight                    | Victory at Midway            | XTR Corporation              |
| 1993               | Dean Essig                    | Afrika                       | The Gamers Incorporated      |
| 1994               | Dean Essig                    | Enemy at the Gates           | The Gamers                   |
| 1995               | Ted Racier                    | Great War in Europe          | XTR Corporation              |
| 1996               | Ty Bomba                      | Command magazine             | XTR Corporation              |
| 1997               | Dean Essig                    | DAK                          | The Gamers                   |
| 1998               | Mark Herman                   | For the People               | The Avalon Hill Game Company |
| 1999               | Ted Racier                    | Paths of Glory               | GMT Games                    |
| 2000               | Mark Simonitch                | Ukraine '43                  | GMT Games                    |
| 2001               | Volko Runkhe                  | Wilderness War               | GMT Games                    |
| 2002               | Ben Hull                      | This Accursed Civil War      | GMT Games                    |
| 2003               | Rick Young & Jesse Evans      | Europe Engulfed              | GMT Games                    |
| 2004               | Lee Brimmicombe-Wood          | Downtown                     | GMT Games                    |
| 2005               | Ananda Gupta & Jason Matthews | Twilight Struggle            | GMT Games                    |
| 2006               | Tetsuya Nakamura              | A Victory Lost               | Multi-Man Publishing         |
| 2007               | Dean Essig                    | Case Blue and the OCS series | Multi-Man Publishing         |
| 2008               | Uwe Eickert                   | Conflict of Heroes           | Academy Games                |
| 2009               | John Butterfield              | D-Day at Omaha Beach         | Decision Games               |
| 2010               | Volko Ruhnke                  | Labyrinth: The War on Terror | GMT Games                    |

- - Nel 1989 e 1991 fu il "gioco" a vincere il premio.